# Prosopis campestris
El algarrobillo (Prosopis campestris) es una especie arbustiva perteneciente al género de fabáceas Prosopis. Habita en el centro-sur de Sudamérica.  

## Distribución
Se distribuye en regiones semiáridas del centro de la Argentina, país del cual es endémico. Habita en ambientes serranos, tanto en el pedemonte como en altiplanicies más elevadas, en las provincias de Córdoba, San Luis y Santiago del Estero.

## Características
Es un arbusto espinoso, de solo 10 a 50 cm de altura. Las hojas son uni a biyugadas. Las flores se presentan en racimos ovoides a cilíndricos, de 2 a 3 cm de largo. El fruto es una legumbre casi recta, lineal, con una longitud de entre 5 y 8 cm.

## Taxonomía
Prosopis campestris fue descrito en el año 1874 por el botánico y fitogeógrafo alemán August Heinrich Rudolf Grisebach.
Etimología
Etimológicamente, el nombre genérico Prosopis proviene del griego antiguo y podría significar ‘hacia la abundancia’ ("pros" = ‘hacia’ y "Opis" = ‘diosa de la abundancia y la agricultura’). El nombre específico campestris es un epíteto latino que significa 'del campo'.